# Макомер
Макомер (итал. Macomer) је насеље у Италији у округу Нуоро, региону Сардинија.
Према процени из 2011. у насељу је живело 10375 становника. Насеље се налази на надморској висини од 568 м.

## Становништво
Према резултатима пописа становништва 2011. у општини је живело 10.511 становника.
| 1936. | 1951. | 1961. | 1971. | 1981.  | 1991.  | 2001.  | 2011.  |
| ----- | ----- | ----- | ----- | ------ | ------ | ------ | ------ |
| 5.125 | 6.674 | 8.125 | 9.531 | 11.083 | 11.424 | 11.116 | 10.511 |